# Чеслав Мілош

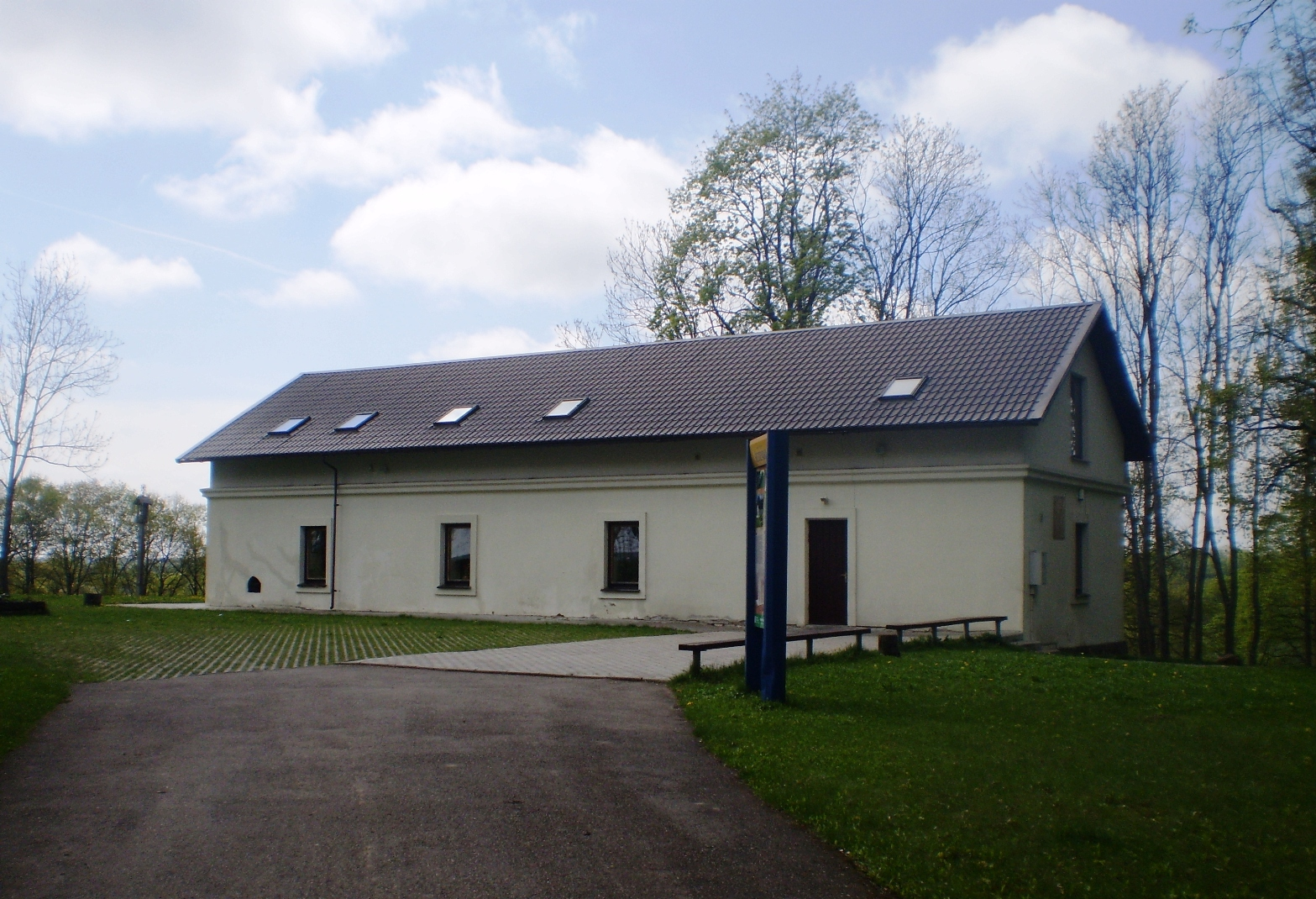
Дім-музей Чеслава Мілоша в Шетенйе.

 Чеслав Мілош (пол. Czesław Miłosz; 30 червня 1911, с. Шетенйе, Кедайняйський район, Литва — 14 серпня 2004, Краків) — польський поет, прозаїк, перекладач, есеїст, літературознавець, дипломат, юрист. Лауреат Нобелівської премії з літератури 1980 року. Лауреат Нейштадтської літературної премії (Neustadt International Prize for Literature, 1978). Кавалер ордену Білого Орла. Праведник світу.
У 1951–1993 роках перебував у еміграції.
Брат Анджея Мілоша, режисера-документаліста, публіциста, перекладача.

## Біографія
Родина Мілошів належала до шляхти гербу Любич.
Чеслав Мілош народився у родовому маєтку матері, Вероніки, що містився в селі Шетейне тодішньої Ковенської губернії Російської імперії (тепер Литва).
В родині розмовляли по-польськи, але, завдяки старанням свого дядька, хлопець з дитинства добре знав і литовську. Пізніше Чеслав Мілош говорив про себе, що він, польський письменник і поет, але краєвиди та дух передвоєнної Литви ніколи не полишали його.
1921—1929 — навчався у гімназії у Вільно (у той час місто було під владою Польщі).
Потім навчався у Віленському університеті імені Стефана Баторія (спочатку на полоністиці, пізніше — на правничому факультеті).
Дебютував як поет у Вільнюсі на шпальтах університетського часопису Alma Mater Vilnensis. Трохи пізніше засновує разом з однодумцями поетичну групу «Жагари».
Працював на Польському радіо у Вільнюсі, але був звільнений за звинуваченнями в підтримці прагнень приєднання Вільнюса до Литовської Республіки та у діяльності на користь білоруської культури.
Переїхав до Варшави, де також влаштувався на радіо. Працював тут практично до окупації Польщі німецькими військами (1939).
Під час польсько-німецької війни (вересень 1939) емігрував до Румунії, але після приєднання Вільнюса до Литви повернувся на батьківщину й прийняв литовське громадянство. Проте після радянської окупації Литви (липень 1940) переїхав до Варшави, а після поразки Варшавського повстання (осінь 1944) — до Кракова.
Роки життя в окупованій німцями Варшаві означені роботою в підпіллі та доволі плідною творчістю, яка, попри скрутні обставини, є здебільшого оптимістичною. Але це був лише певний психологічний захист. Побачене у варшавському гетто назавжди залишило слід в творчості письменника.

## Повоєнний період
Після відходу німців співпрацював з новою, комуністичною владою. Працював у дипломатичних установах ПНР у США та Франції як аташе з питань культури. Але врешті-решт зрозумів фальшиву сутність нового устрою і 1951 року отримав політичний притулок у Франції.

## На еміграції

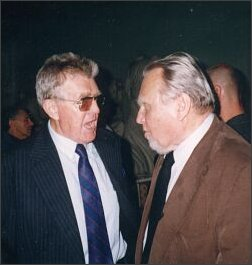
Анджей і Чеслав (праворуч) Мілоші. Варшава, 1999 рік.

Під час перебування на еміграції в Парижі співпрацював з Літературним інститутом Єжи Ґедройця в Мезон-Лаффітт, де і виходили друком усі його тодішні твори. Найзнаковішим серед них, безумовно, є збірник есеїв 1953 року під назвою «Поневолений розум» (The Captive Mind). В ньому проаналізовано поведінку та долю інтелектуалів в тоталітарному суспільстві. Поет не приховує своєї негативної оцінки комуністичного режиму в Польщі і взагалі не соромиться свого теперішнього упередження проти комунізму. Пізніше він напише, що після захоплення Литви радянськими військами російський комуністичний режим викликав у нього асоціацію бездонної діжки. Таким чином, на відміну від ліберальних діячів та інтелектуалів заходу, котрі мали ілюзорні симпатії до Радянського союзу, Чеслав Мілош, як людина, що пережила окупацію Польщі німцями і перехід країни до сфери впливу Сталіна, дуже гостро відчував вразливість творчої особистості за умов тоталітаризму
Мешкав у Франції до 1960, коли на запрошення Каліфорнійського університету переїхав до США. Протягом 20 років був професором слов'янської філології в університеті Каліфорнії (Берклі). Також став професором Гарвардського університету. Американський період творчості письменника був особливо плідним. У США він займався не лише оригінальною творчістю, але й багато перекладав, мандрував країною, вів досить активне громадське життя.

## Останні роки життя
1993 — повернувся до Польщі, де оселився у Кракові, пояснюючи вибір цього міста його «найбільшою подібністю до Вільнюса».
Похований у Крипті (Пантеоні) заслужених поляків (у підземеллях костелу монастиря паулінів на Скалці, Краків).

## Творчість
Прозові та поетичні тексти Чеслава Мілоша є бездоганним прикладом західного мислення. Як письменник, він глибоко закорінений у європейську інтелектуальну традицію. Однак, його темами, його переживаннями були не лише рефлексії інтелектуала щодо політики, навпаки, письменник бачить чудесне в, здавалось, буденних речах. І тут потрібно відмітити його зв'язок зі світом дитинства й юності в Литві. Завдяки своєму світоглядному впливу, Чеслав Мілош є особливо важливою особистістю для модерної Польщі. Він є тим консерватором і, деякою мірою, захисником католицьких цінностей, який надзвичайно багато зробив саме для поступу країни в демократичному напрямку.
Станіслав Бараньчак так пише про вплив книжки «Поневолений розум» на громадян комуністичної Польщі у передмові до видання 1980-тх років:
| Видана вперше 1953 року, ця книжка ніколи пізніше не перевидавалася в своїй польській версії (друге видання появилося щойно після Нобелівської премії для Мілоша, з датою 1980 року); більше того, вона була видана еміґраційним видавництвом, отже тим трудніше було її здобути в Польщі. А проте знали її всі..., і вона справила великий вплив на всіх. Я знав таких своїх ровесників, яким читання Поневоленого розуму помогло провести докорінну переоцінку їхнього життя. Засмальцовані й подерті до неможливости примірники паризького видання 1953 року кружляли з рук до рук, позичені часом на прочитання на одну ніч; у багатьох випадках це була ніч, яка прояснювала розум назавжди... |
Сейм Польщі оголосив 2011 рік Роком Мілоша.

## Нобелівська премія
1980 року рішенням королівського комітету письменнику присуджують Нобелівську премію з літератури. Головне формулювання, яке обґрунтовувало надання цієї високої нагороди звучало так: Тому «хто з безкомпромісною проникливістю аналізує незахищеність людини у світі багатьох конфліктів» (who with uncompromising clear-sightedness voices man's exposed condition in a world of severe conflicts). У своєму виступі на бенкеті на честь присудження нагороди, Чеслав Мілош говорив про загальнолюдські цінності, про польську літературну традицію та її значення у загальносвітовому літературному процесі. Акцентуючи увагу на тому, що польська література це, в першу чергу, література країни затисненої між двома тоталітарними гігантами — Німеччиною та Росією і часто творена у бараках та концтаборах. Звідси трагізм та складність її перекладу і сприйняття західним читачем. Взагалі Чеслав Мілош схильний критикувати Захід, абсолютно вірно зауважуючи те, що західні країни, передовсім, дбають про свій власний спокій та матеріальні цінності. Тому, у двадцятому столітті, східна Європа є, безсумнівно, жертвою, своєрідним буфером між тоталітарним Радянським Союзом та демократичними країнами. Письменник говорить про деструктивність такого підходу. Таким чином, переконує він, цілі покоління східноєвропейців випадають із загальносвітового культурного процесу.

## Видання перекладів українською
- Чеслав Мілош. Поневолений розум. Вид. Сучасність, 1985 (переклад Богдана Струмінського; передмова Станіслава Бараньчака)
- Поневолений розум (розділи з книги) // Всесвіт, 1991 (переклад Богдана Струмінського)
- Вибрані поезії. — Л.: Каменяр, 2000
- Чопик Б. З чужої літератури. Статті. Переклади. — Львів: Логос, 2000. — С. 43-70.
- Про агонію Заходу // Дванадцять польських есеїв. — К.: Критика, 2001. — С. 19-26; передрук: Критика. — 2001. — Ч. 6. — С. 5-6 (переклад Ігоря Пізнюка)
- Придорожний песик — Л.: Літопис, 2001 (переклад Ярини Сенчишин)
- Родинна Європа — Л.: Літопис, 2007 (переклад Юрія Іздрика та Лідії Стефанівської)
- Вибране — К.: Юніверс, 2008 (переклад Наталі Сидяченко, Дмитра Павличка, Оксани Забужко, Наталки Білоцерківець, Станіслава Шевенка)
- Абетка — Х.: Треант, 2010 (переклад Наталки Сняданко)
- Велике князівство літератури (збірка есеїв) — К.: Дух і літера, 2011 (переклад Андрія Павлишина, Олени Коваленко, Ірини Ковальчук)[5]
- Земля Ульро - К.: Юніверс, 2015 (переклад Наталі Сидяченко)
- Долина Ісси. - К.: Юніверс, 2018 (переклад Наталі Сидяченко)
- Підказаний Мілош: [вірші пол. поета Ч. Мілоша у пер. укр. поетів] / упорядкув. А. Бондар]. — К. : Темпора, 2012. — 166 с. ; 22 см. — Зміст пер.: С. Жадан, Т. Прохасько, К. Москалець, О. Сливинський, Ю. Андрухович, Д. Матіяш, Б. Матіяш, О. Коцарев, Ю. Стахівської, М. Кіяновська. — 1 000 пр. — ISBN 978-617-569-093-2

## Деякі вірші українською в онлайн доступі
- Пристойніш було би не жити (Przystojniej byłoby nie żyć) — пер. Євген Очеретяний [Архівовано 5 березня 2016 у Wayback Machine.]
- Пісня про порцеляну (Piosenka o porcelanie) — пер. Євген Очеретяний [Архівовано 5 березня 2016 у Wayback Machine.]
- З нотатника офіцера Рудольфа Грьоте (Z notatnika oficera Rudolfa Groethe) — пер. Євген Очеретяний [Архівовано 8 квітня 2018 у Wayback Machine.]
- Визнання (Wyznanie) — пер. Крістіна Федорович [Архівовано 6 серпня 2016 у Wayback Machine.]
- Сенс (Sens) — пер. Крістіна Федорович [Архівовано 6 серпня 2016 у Wayback Machine.]